# A.I. Love You
A.I. Love You (jap. A・I が止まらない!, Ai ga Tomaranai!) ist eine Manga-Serie des japanischen Zeichners Ken Akamatsu. Sie lässt sich dem Shōnen-Genre zuordnen und handelt von einem Jugendlichen, der mit einer Gruppe von Mädchen zusammenleben muss. Die Handlung weist dabei auch Science-Fiction-Elemente auf.
A.I. steht im Titel für Artificial Intelligence, ai (愛) ist jedoch auch das japanische Wort für „Liebe“.

## Handlung
Kobe Hitoshi, die Hauptperson der Serie, ist ein Schüler an einer Oberschule und außerdem begeisterter Computerprogrammierer. Er hat Probleme mit Mädchen, deshalb schreibt er Computerprogramme mit künstlicher Intelligenz, denen er das Aussehen seiner Traumfrau gibt. In einer Gewitternacht erwacht das Programm Nummer 30 („Thirty“) durch einen Blitzeinschlag zum Leben. Wie (in der virtuellen Realität) beabsichtigt, liebt sie ihn auch im wirklichen Leben; jedoch ergeben sich eine Menge Probleme, da sie noch keine Erfahrung mit der wirklichen Welt hat und erst mühsam alles lernen muss. Doch auch andere Programme führen auf einmal ein merkwürdiges Eigenleben. Durch diese neue Entwicklung ist Hitoshis Leben total auf den Kopf gestellt, muss er doch auch seinem Hacker-Widersacher und dessen monströsen Kreationen die Stirn bieten.

## Veröffentlichungen
A.I. Love You erschien in Japan von 1994 bis 1997 in Einzelkapiteln in den Manga-Magazinen Shōnen Magazine, Magazine Special und Magazine Flesh. Diese Einzelkapitel wurden vom Kodansha-Verlag auch in insgesamt neun Sammelbänden zusammengefasst.
Auf Deutsch erschien der Manga von November 2004 bis August 2006 bei Egmont Manga & Anime. Der Verlag legte für die deutsche Übersetzung eine achtbändige Neuauflage zu Grunde.